# Peugeot 309
El Peugeot 309 es un automóvil del segmento C producido por el fabricante francés Peugeot desde el año 1985 hasta 1993, cuando fue reemplazado por el Peugeot 306, aunque sigue siendo fabricado en la India. El 309 estaba pensado para reemplazar al Talbot Horizon, pues en principio el modelo se iba a comercializar bajo la marca Talbot con el nombre de Talbot Horizon GX o Talbot Arizona, pero esta marca fue abandonada en 1985 y el modelo se comercializó como Peugeot.

## Historia
Su aspecto es notoriamente distinto al de los Peugeot de su época, en especial los Peugeot 205 y Peugeot 405, que fueron diseñados por Pininfarina, aunque con el 205 compartió algunos elementos de carrocería e interior, además de las motorizaciones. 
El 309 había surgido del proyecto C28 destinado originalmente para ser el Talbot Arizona, pero por cambios en la estructura del grupo PSA la marca Talbot fue abandonada, por lo que el proyecto C28 fue finalmente adaptado a la estética Peugeot, tomándola de uno de sus prototipos, el Peugeot Vera plus presentado en el Salón de París de 1983. Este tendría una evolución denominada como Peugeot Vera Profil presentado en el Salón del Automóvil de Frankfurt en 1985, que a diferencia de su antecesor estaba más avanzado y estéticamente estaba totalmente pintado en color blanco, anticipando al modelo de producción que sería presentado ese mismo año. 
Su carrocería mezcla elementos de los hatchback y liftback, contando con variantes de tres y cinco puertas. En el proyecto también se iba a desarrollar una variante descapotable y otra familiar pero finalmente fueron descartadas y quedarían como prototipos. 

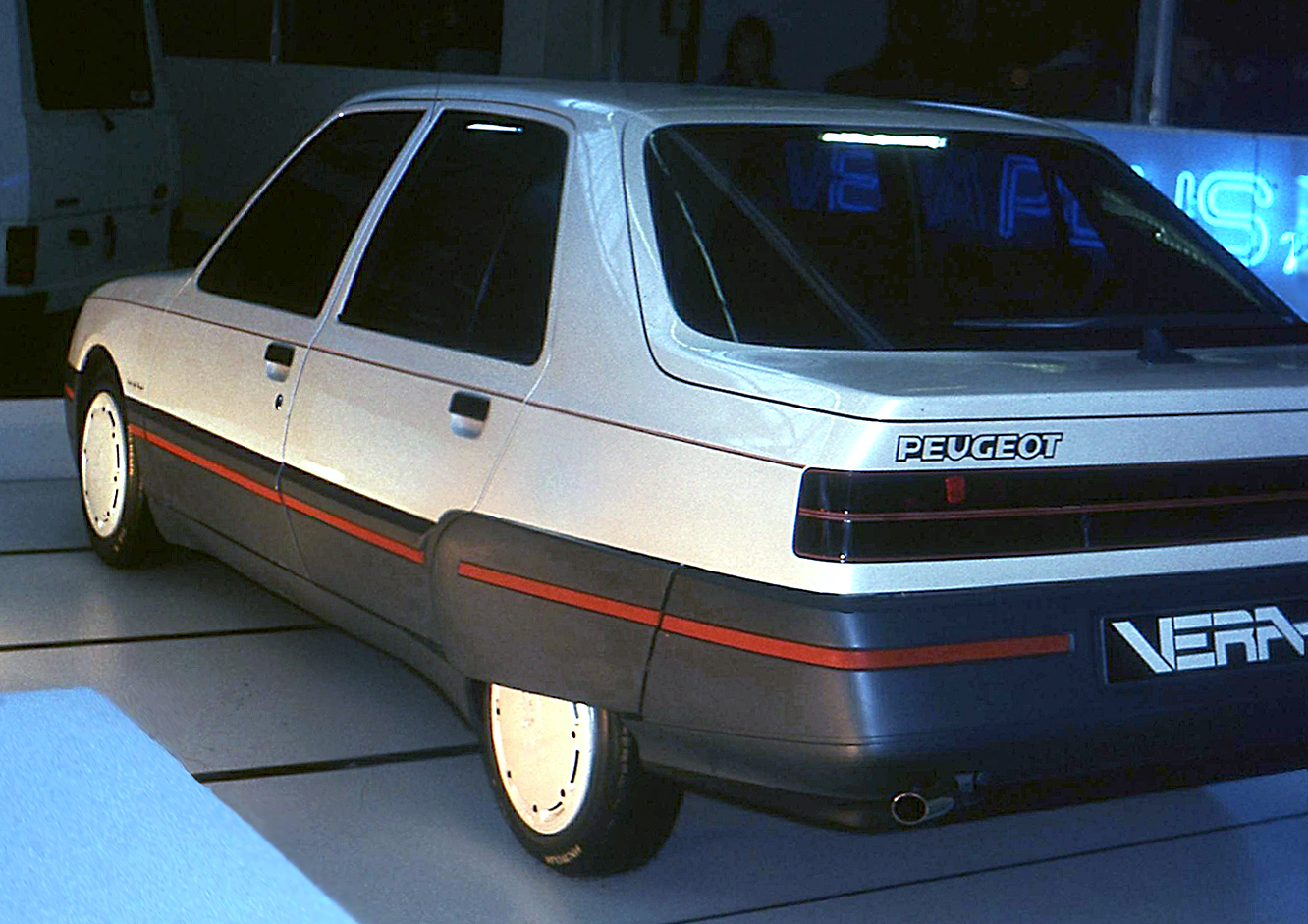
Peugeot VERA Plus RAI 1983 (Prototipo del 309)
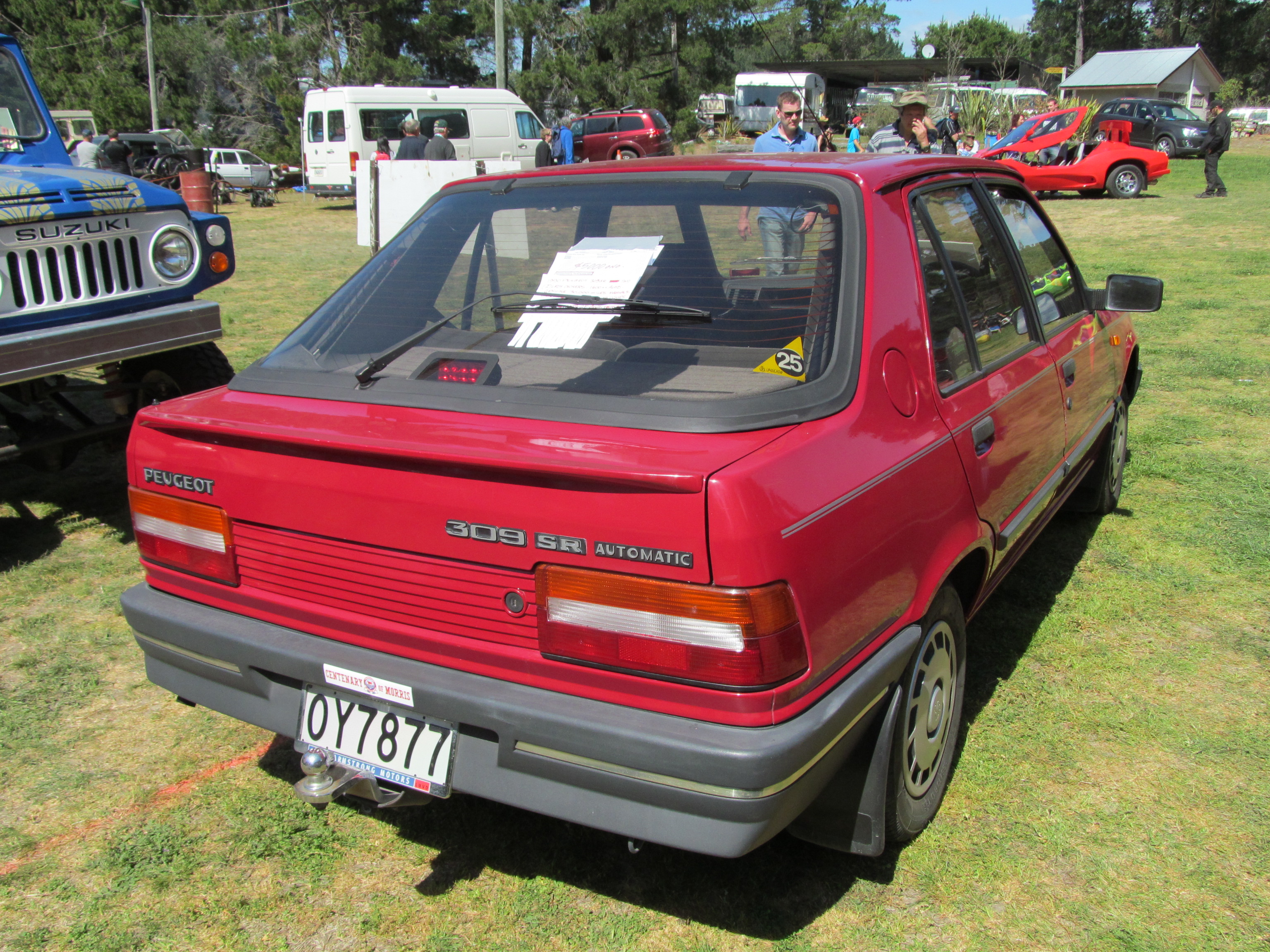
Vista posterior del 309 (Fase I)

En 1989, se presenta un rediseño bastante profundo para el 309. Interiormente, éste consistió en un nuevo salpicadero de formas más suaves y redondeadas, además de un nuevo volante en el que el logotipo de la marca tenía más presencia. En el exterior, los cambios se produjeron fundamentalmente en la parte trasera, con un nuevo portón y faros traseros en colores rojo y negro, buscando de esta forma unificar la imagen del 309 con la de sus hermanos de gama, sobre todo con el Peugeot 405, que gozaba de gran éxito en aquel momento.
La producción del 309 finalizaría a finales del año 1993, coincidiendo con el lanzamiento al mercado del nuevo Peugeot 306, recuperando así el orden en la numeración abandonada desde que finalizara la producción del Peugeot 305 cuatro años antes.

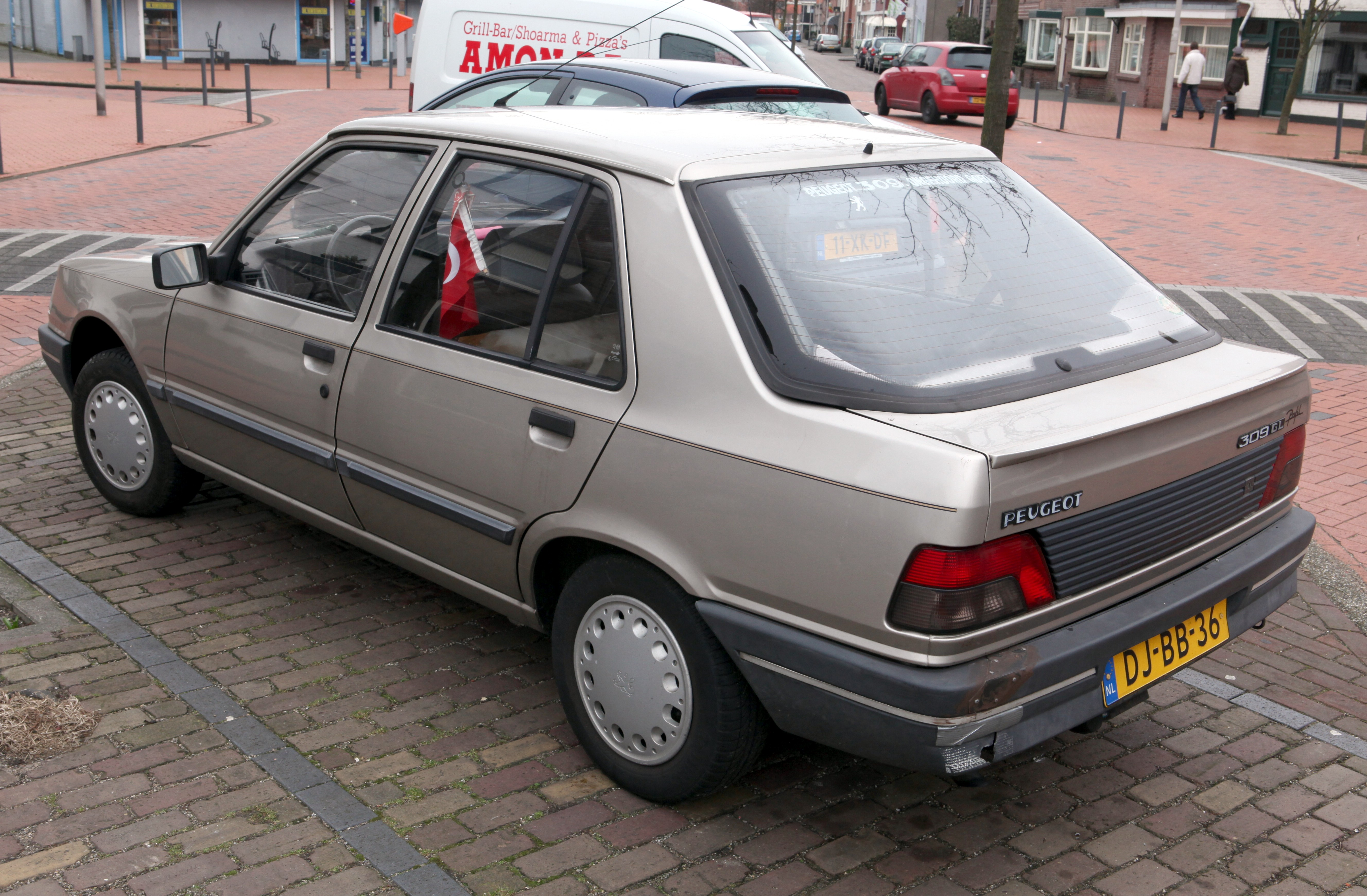
Peugeot 309 Fase II

## Motorizaciones
| Periodo                        | 1985-1989             | 1989-1992                                     | 1992-1993                  | 1985-1989             | 1989-1992             | 1992-1993                  | 1985-1989                          | 1985-1989                          | 1985-1988                                         | 1988-1992                                         | 1992-1993                                         | 1985-1990                          | 1990-1992                          | 1992-1993                               | 1987-1992             | 1992-1993             | 1989-1992              | 1992-1993              |           |           |
| Identificación del motor       | E1A                   | TU1 F2/K                                      | TU1 M/Z                    | G1A                   | TU3 A/K               | TU3 M/Z                    | 6Y2                                | 6J2                                | XU5 C                                             | XU5 2C                                            | XU5 M/Z                                           | XU9 2C                             | XU9 2C                             | XU9 J1/Z                                | XU9 JA                | XU9 JA/Z              | XU9 J4                 | XU9 J4/Z               |           |           |
| Tipo de motor                  | L4 8v, carburación    | L4 8v, carburación                            | L4 8v, inyección monopunto | L4 8v, carburación    | L4 8v, carburación    | L4 8v, inyección monopunto | L4 8v, carburación de doble cuerpo | L4 8v, carburación de doble cuerpo | L4 8v, carburación                                | L4 8v, carburación de doble cuerpo                | L4 8v, inyección monopunto                        | L4 8v, carburación de doble cuerpo | L4 8v, carburación de doble cuerpo | L4 8v, inyección monopunto, catalizador | L4 8v                 | L4 8v, catalizador    | L4 16v                 | L4 16v, catalizador    |           |           |
| Diámetro x carrera             | 74.0 mm × 65.0 mm     | 72.0 mm × 69.0 mm                             | 72.0 mm × 69.0 mm          | 76.7 mm × 70.0 mm     | 75.0 mm × 77.0 mm     | 75.0 mm × 77.0 mm          | 76.7 mm × 78.0 mm                  | 80.6 mm × 78.0 mm                  | 83.0 mm × 73.0 mm                                 | 83.0 mm × 73.0 mm                                 | 83.0 mm × 73.0 mm                                 | 83.0 mm × 88.0 mm                  | 83.0 mm × 88.0 mm                  | 83.0 mm × 88.0 mm                       | 83.0 mm × 88.0 mm     | 83.0 mm × 88.0 mm     | 83.0 mm × 88.0 mm      | 83.0 mm × 88.0 mm      |           |           |
| Cilindrada                     | 1118 cm³              | 1124 cm³                                      | 1124 cm³                   | 1294 cm³              | 1360 cm³              | 1360 cm³                   | 1442 cm³                           | 1592 cm³                           | 1580 cm³                                          | 1580 cm³                                          | 1580 cm³                                          | 1905 cm³                           | 1905 cm³                           | 1905 cm³                                | 1905 cm³              | 1905 cm³              | 1905 cm³               | 1905 cm³               |           |           |
| Relación de compresión         | 9.6: 1                | 9.7: 1                                        | 9.4: 1                     | 9.5: 1                | 9.3: 1                | 9.3: 1                     | 9.5: 1                             | 9.35: 1                            | 9.4: 1                                            | 9.4: 1                                            | 8.9: 1                                            | 9.3: 1                             | 9.3: 1                             | 9.3: 1                                  | 9.6: 1                | 9.6: 1                | 10.4: 1                | 10.4: 1                |           |           |
| Potencia máxima: CV (kW) @ rpm | 55 CV (40 kW) @ 6000  | 60 CV (44 kW) @ 5800                          | 60 CV (44 kW) @ 6200       | 65 CV (48 kW) @ 5600  | 70 CV (51 kW) @ 5700  | 75 CV (55 kW) @ 6200       | 83 CV (61 kW) @ 5600               | 92 CV (67 kW) @ 5600               | 80 CV (58 kW) @ 5600                              | 92 CV (67 kW) @ 6250                              | 92 CV (67 kW) @ 6250                              | 105 CV (77 kW) @ 6000              | 107 CV (78 kW) @ 6000              | 110 CV (80 kW) @ 6000                   | 130 CV (94 kW) @ 6000 | 122 CV (90 kW) @ 6000 | 160 CV (116 kW) @ 6500 | 148 CV (108 kW) @ 6400 |           |           |
| Par máximo: Nm @ rpm           | 80 Nm @ 3400          | 87.5 Nm @ 3200                                | 87.5 Nm @ 3800             | 103 Nm @ 2800         | 111 Nm @ 3400         | 109 Nm @ 4000              | 120 Nm @ 3000                      | 132 Nm @ 4000                      | 130 Nm @ 2800                                     | 129 Nm @ 3250                                     | 132 Nm @ 3250                                     | 162 Nm @ 3000                      | 163 Nm @ 3500                      | 162 Nm @ 3000                           | 161 Nm @ 4750         | 156 Nm @ 3000         | 177 Nm @ 5000          | 170 Nm @ 5000          |           |           |
| Tracción                       | Delantera             | Delantera                                     | Delantera                  | Delantera             | Delantera             | Delantera                  | Delantera                          | Delantera                          | Delantera                                         | Delantera                                         | Delantera                                         | Delantera                          | Delantera                          | Delantera                               | Delantera             | Delantera             | Delantera              | Delantera              | Delantera | Delantera |
| Transmisión                    | Manual, 4 velocidades | Manual, 4 velocidades / Manual, 5 velocidades | Manual, 4 velocidades      | Manual, 5 velocidades | Manual, 5 velocidades | Manual, 5 velocidades      | Manual, 5 velocidades              | Manual, 5 velocidades              | Manual, 5 velocidades / Automática, 4 velocidades | Manual, 5 velocidades / Automática, 4 velocidades | Manual, 5 velocidades / Automática, 4 velocidades | Manual, 5 velocidades              | Manual, 5 velocidades              | Manual, 5 velocidades                   | Manual, 5 velocidades | Manual, 5 velocidades | Manual, 5 velocidades  | Manual, 5 velocidades  |           |           |
| Aceleración 0–100 km/h         | 17.3 s                | 17.3 / 16.5 s                                 | 15.4 s                     | 14.8 s                | 13.2 s                | 11.1 s                     | -                                  | -                                  | 12.5 s                                            | 10.7 s                                            | 10.5 s                                            | 10.4 s                             | 9.8 s                              | 9.9 s                                   | 8.0 s                 | 8.7 s                 | 7.8 s                  | 8.2 s                  |           |           |
| Velocidad máxima               | 150 km/h              | 150 / 153 km/h                                | 152 km/h                   | 165 km/h              | 163 km/h              | 170 km/h                   | -                                  | -                                  | 170 km/h                                          | 180 km/h                                          | 180 km/h                                          | 190 km/h                           | 192 km/h                           | 191 km/h                                | 206 km/h              | 202 km/h              | 220 km/h               | 214 km/h               |           |           |
| Consumo combinado (L/100 km)   | 6.6                   | 6.6 / 6.4                                     | 6.1                        | 6.5                   | 6.5                   | 7.2                        | -                                  | -                                  | 7.0                                               | 7.1                                               | 7.1                                               | 7.5                                | 7.9                                | 7.8                                     | 8.0                   | 8.3                   | 8.8                    | 8.7                    |           |           |

| Periodo                        | 1992-1993             | 1989-1993             | 1986-1993             |           |           |
| Identificación del motor       | XUD7 K                | XUD7 T/K              | XUD9 A                |           |           |
| Tipo de motor                  | L4 8v                 | L4 8v, turbo          | L4 8v                 |           |           |
| Diámetro x carrera             | 80.0 mm × 88.0 mm     | 80.0 mm × 88.0 mm     | 83.0 mm × 88.0 mm     |           |           |
| Cilindrada                     | 1769 cm³              | 1769 cm³              | 1905 cm³              |           |           |
| Relación de compresión         | 23.0: 1               | 22.0: 1               | 23.5: 1               |           |           |
| Potencia máxima: CV (kW) @ rpm | 60 CV (44 kW) @ 4600  | 78 CV (57 kW) @ 4300  | 65 CV (48 kW) @ 4600  |           |           |
| Par máximo: Nm @ rpm           | 110 Nm @ 2000         | 157 Nm @ 2100         | 120 Nm @ 2000         |           |           |
| Tracción                       | Delantera             | Delantera             | Delantera             | Delantera | Delantera |
| Transmisión                    | Manual, 5 velocidades | Manual, 5 velocidades | Manual, 5 velocidades |           |           |
| Aceleración 0–100 km/h         | 15.9 s                | 13 s                  | 15.3 s                |           |           |
| Velocidad máxima               | 155 km/h              | 175 km/h              | 160 km/h              |           |           |
| Consumo combinado (L/100 km)   | 5.9                   | 6.3                   | 5.8                   |           |           |

## Ediciones especiales
- Peugeot 309 XS/SX
- Peugeot 309 Green
- Peugeot 309 Chorus
- Peugeot 309 GTI Magic
- Peugeot 309 Vital
- Peugeot 309 Trio
- Peugeot 309 Look
- Peugeot 309 Graffic
- Peugeot 309 Océane
- Peugeot 309 Best Line
- Peugeot 309 GTI Goodwood (Reino Unido)
- Peugeot 309 GTI 16
- Peugeot 309 Dimma
- Peugeot 309 Profil